# Sint-Salvatorkerk (Veenendaal)
De Salvatorkerk is een rooms-katholieke kerk in Veenendaal. De geloofsgemeenschap Veenendaal is onderdeel van de parochie H. Titus Brandsma.
De eerste steen voor de kerk werd op 9 november 1953 gelegd, op de feestdag van Sint-Salvator, waarmee Jezus wordt bedoeld. Enkele maanden later was de kerk klaar en werd op 1 mei 1954 geconsecreerd. De bakstenen voorgevel van de zaalkerk wordt gekenmerkt door een groot roosvenster.
Tot de inventaris van de kerk behoort een orgel dat in 1873 door de gebroeders Gradussen uit Winssen is gemaakt voor de parochiekerk van Renswoude.

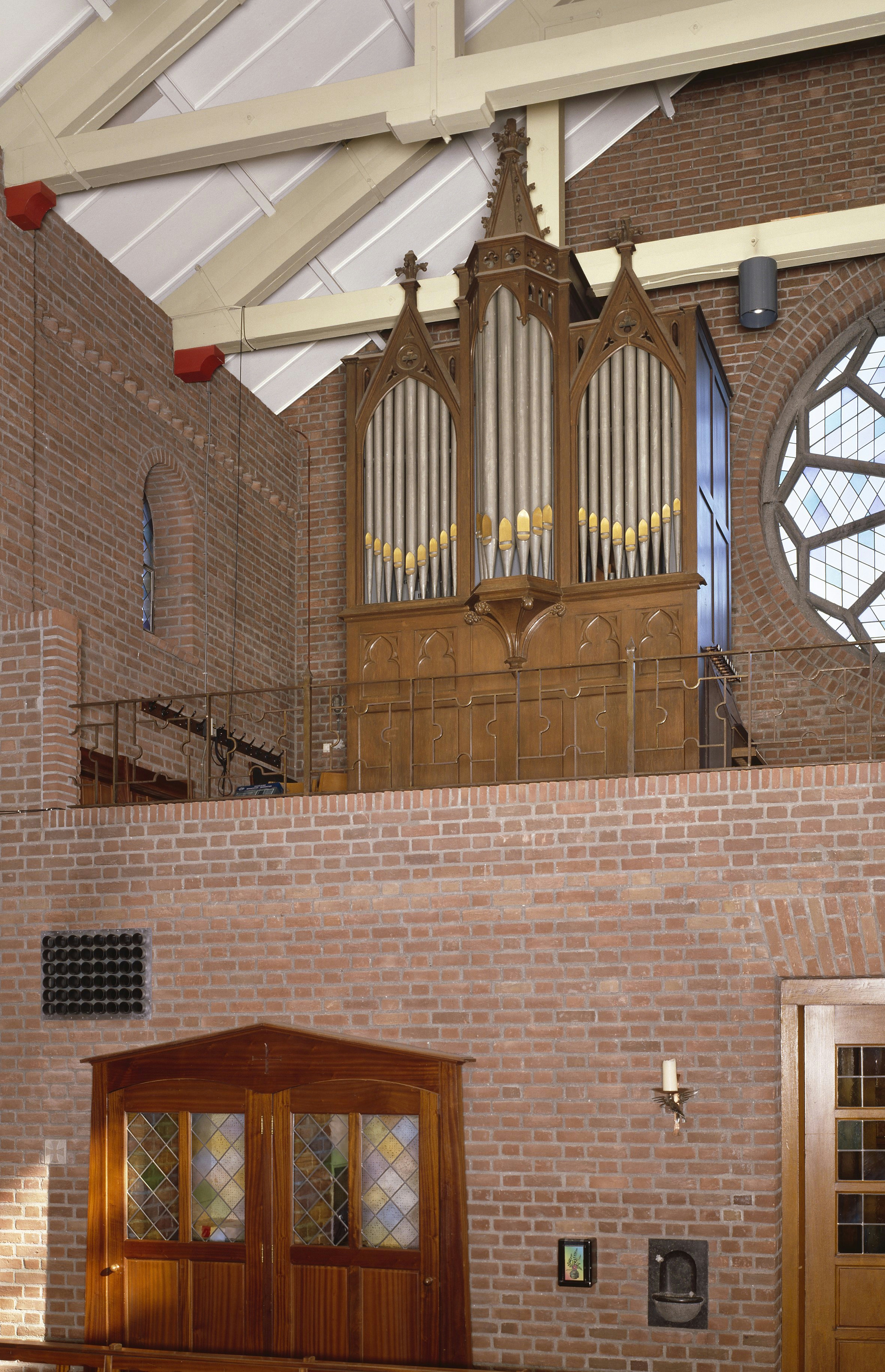
Orgel